# 大伴長徳
大伴 長徳（おおとも の ながとこ）は、飛鳥時代の豪族。姓は連。別名馬飼・馬養（うまかい）とも。大徳・大伴咋の子。冠位は大紫・右大臣。

## 経歴
舒明天皇4年（632年）第1回の遣唐使とそれに伴った唐使・高表仁（こう ひょうじん）を難波で出迎え、「天子の命のたまへる使、天皇の朝に到れりと聞きて迎へしむ」と告げた。皇極天皇元年（642年）舒明天皇の殯宮では誄を蘇我蝦夷に代わって奏上している。
大化元年（645年）の大化の改新では中大兄皇子側であったようである。大化5年（649年）には大紫位・右大臣に任じられている。

## 系譜
- 父：大伴咋
- 母：不詳
- 妻：不詳
  - 男子：大伴御行（646?-701）
  - 男子：大伴安麻呂（?-714）
  - 男子：大伴古麻呂（?-757）[1]